# Lampada Taccia
(Queste le parole di Achille Castiglioni stesso in proposito, a Firenze, nel 1986)
La Taccia è una lampada da tavolo di design industriale, disegnata nel 1962 dai fratelli Achille Castiglioni e Pier Giacomo Castiglioni e commercializzato dall'azienda italiana Flos, specializzata nel settore dell'illuminazione. Ancora oggi è in produzione in diversi colori quali nero, argento e bronzo e in due dimensioni, small o standard.

## Storia

### Contesto storico culturale
Gli anni ’60 sono stati gli anni del boom economico italiano: la lira venne premiata dal Financial Times come moneta più stabile, la crescita annua media era più alta delle più grandi economie mondiali; a livello sociale, disoccupazione, povertà ed analfabetismo andavano scomparendo.
In ambito storico, nella Guerra Fredda, l’Italia ricoprì un ruolo essenziale nel blocco filo-americano, in Europa era uno degli Stati più influenti e più propensi ad approfondire la cooperazione. Erano gli anni in cui l'Italia si affermò come una delle maggiori potenze economiche e geopolitiche del pianeta.
Per quanto riguarda al mondo del design cominciano a popolare le case degli italiani oggetti colorati e dalle forme insolite, come ad esempio lo Sgabello Mezzadro progettata da Achille Castiglioni o la Radio Cubo ts522 di Marco Zanuso.
La ricerca del nuovo e dell’originale sembra una legge assoluta: niente dev’essere scontato o tradizionale. Materiali, forme e colori sono accostati per scioccare e colpire l’osservatore.

### Storia del progetto

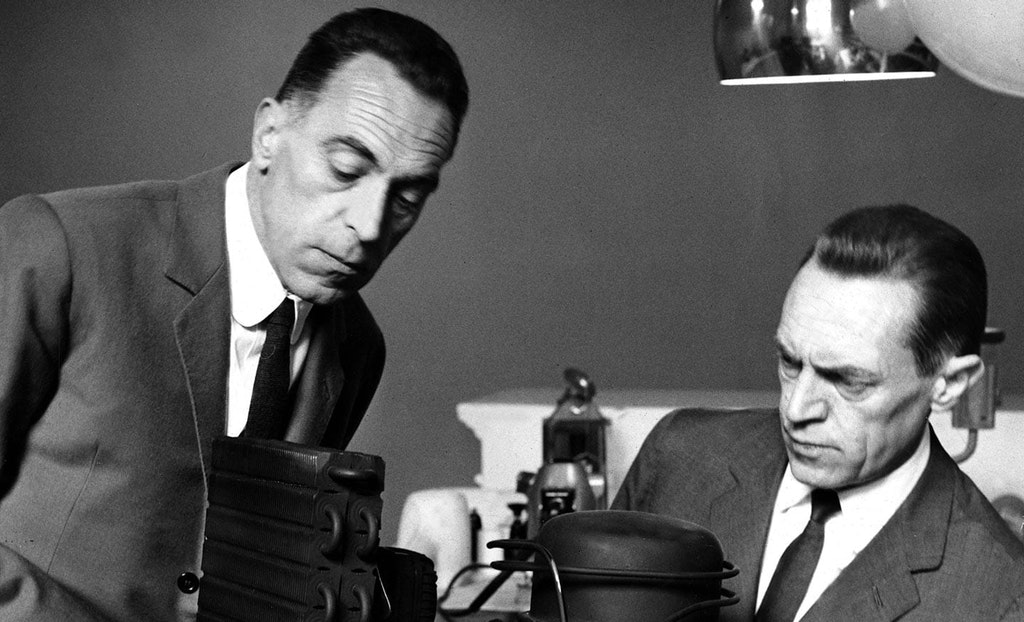
I fratelli Achille e Piergiacomo Castiglioni

Questo progetto nasce dalla volontà di Achille e Pier Giacomo Castiglioni di realizzare una lampada da tavolo a luce indiretta. A seguito di vari studi, realizzano un prototipo con riflettore bianco opaco in materia plastica e una coppa di supporto, anch’essa in materia plastica ma trasparente. Dopo varie sperimentazioni, si scarta l'idea di utilizzare la materia plastica, a causa delle deformazioni che si creavano al supporto del riflettore, dovute al calore della sorgente luminosa concentrata. L'azienda Flos portò a compimento gli studi del prototipo definitivo fra il 1960 e il 1961, iniziandone la vendita nel 1962. Nelle sue diverse parti, il prototipo definitivo risulta formato da un riflettore in alluminio laccato di colore bianco opaco nella parte convessa, lucido nella parte concava e da una coppa supporto in vetro trasparente resistente anche ad alte temperature. Con il passare degli anni anche le ricerche continuano, infatti nel 2010, Flos ricerca la possibilità di sostituire la fonte luminosa originale, una lampadina a incandescenza, con una nuova sorgente LED a fosforo remoto, ed introduce Taccia LED. È uno dei primi casi di successo di upgrade tecnologico applicato a un’icona storica del design nel settore dell’illuminazione.
Più recentemente, nel 2016, Flos sperimenta l’utilizzo di PMMA (polimetilmetacrilato) per la produzione della coppa supporto, da cui derivano i vantaggi della leggerezza, dimmerabilità e del costo contenuto e che, grazie all’uso di una fonte COB LED a bassa emissione di calore e a tecnologie innovative nella lavorazione della plastica, risulta indeformabile. 
Come moltissimi tra i progetti concepiti "dai Castiglioni" Taccia è diventato un pezzo esemplare e "fuori dal tempo", ancor oggi prodotto e commercializzato. Famosa la citazione di Achille Castiglioni che afferma nel 1987: “Questa è una lampada interessante per la sua storia, e perché qualcuno oggi la confonde per un oggetto post-moderno. Questo ci diverte molto, perché è del 1962 e io e mio fratello non avevamo nessuna intenzione di fare una lampada post-moderna.”. Taccia appare nella mostra del MoMa nel 1997 dedicata ad Achille Castiglioni, curata da Paola Antonelli.

## Descrizione

### Caratteristiche tecniche
La Lampada Taccia è costituita da una parabola contenente un paralume, un corpo cilindrico scanalato con una sorgente luminosa a led di potenza 100 watt e una base. L’elemento di copertura assolve due funzioni: quella di impedire la fuoriuscita della luce dalla base e quella di evitare il contatto con la stessa, molto calda, creando un’intercapedine che favorisce il moto dell’aria per il raffreddamento. 

### Dimensioni prodotto
|                    |         |
| Altezza base       | 260 mm  |
| Larghezza base     | Ø190 mm |
| Larghezza paralume | Ø495 mm |
| Altezza totale     | 645 mm  |
| Peso               | 10,7 kg |

### Materiali e lavorazioni
La base è un estruso (estrusione) di alluminio lucidato, nichelato e zapponato di colore nero opaco, argento o bronzo anodizzato (anodizzazione), montato su un piedistallo anch'esso di metallo verniciato. La coppa diffusore orientabile è realizzata in vetro trasparente di Murano, soffiato a bocca dai mastri del luogo, e chiusa da un riflettore in alluminio smaltato di colore bianco lucido, a liquido internamente e bianco a polvere esternamente. 

## Componente figurativa e plastica

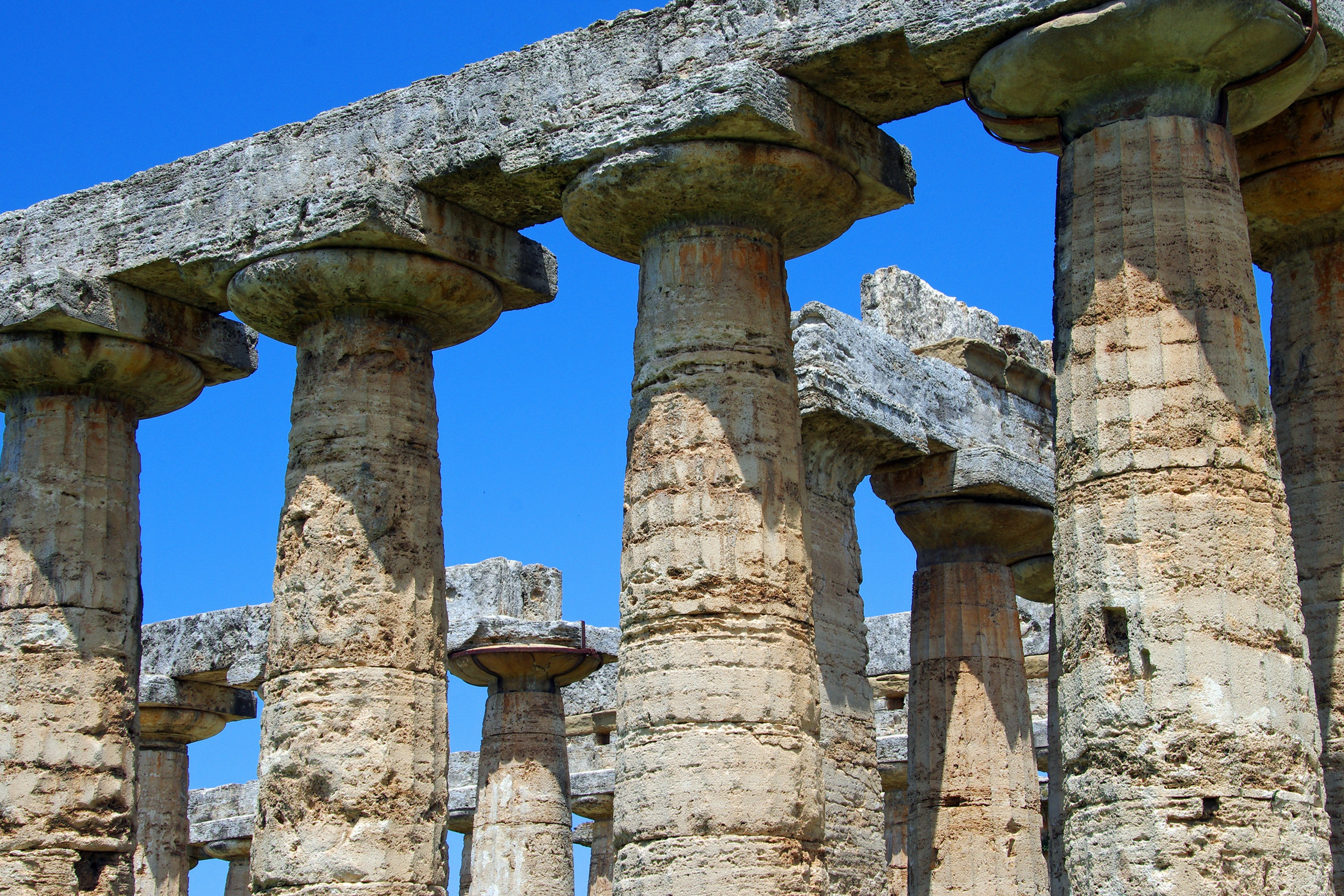
Colonna di ordine dorico

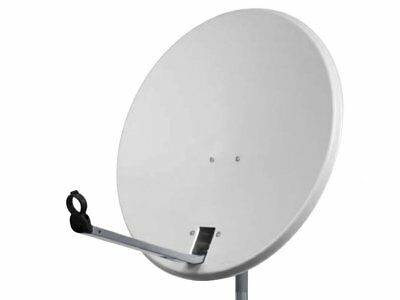
Parabola satellitare

La lampada Taccia rassembra una colonna classica dell'antica Grecia di ordine dorico, caratterizzata da scanalature e stilobate che permette ai progettisti di utilizzare materiali e tecniche di lavorazione molto semplici. Il risultato è un oggetto elegante e bilanciato che si adatta all'interno dell'ambiente riposto. La campana di vetro trasparente riflette la luce della lampadina creando un'atmosfera sospesa e soffusa. Taccia inoltre, è contraddistinta da linee morbide, semplici, e forme basiche come il cilindro e la parabola, colori eleganti di cui il nero, l'argento e il bronzo.

## Grado di codifica
La Lampada Taccia di Castiglioni è stata disegnata a partire da un codice già esistente e poi sintetizzato. Infatti i fratelli Castiglioni hanno preso spunto da una colonna classica e di una parabola satellitare per la campana di vetro. Si tratta quindi di un fenomeno di ipercodifica ovvero il senso aggiuntivo di cui si carica un segno.

## Interazione con l'utente
Questa lampada permette al suo fruitore di illuminare un ambiente e grazie alla sua versatilità può essere utilizzata anche come lampada da terra nonostante sia nata come lampada da tavolo. Dunque l'utilizzatore può posizionarla dovunque necessiti di una fonte luminosa, ad esempio, all'interno di un ufficio o in una qualsiasi stanza della casa. Questa lampada realizza l'utente sia sul piano dell'essere che sul piano pratico, infatti Taccia conferisce una sensazione di importanza e autorevolezza dovuta alle grandi dimensioni e alla sua forma. Come affermò Castiglioni nel 1970:  "la Mercedes delle lampade, un simbolo di successo" .
Sul piano pratico la lampada è provvista di un dimmer elettronico che permette di regolare a piacimento l’intensità dell’emissione della luce. Inoltre l’anello alettato, ispirato ai motori automobilistici, evita il contatto della mano con il cilindro caldo, facilitando la prensilità.

## Valorizzazione

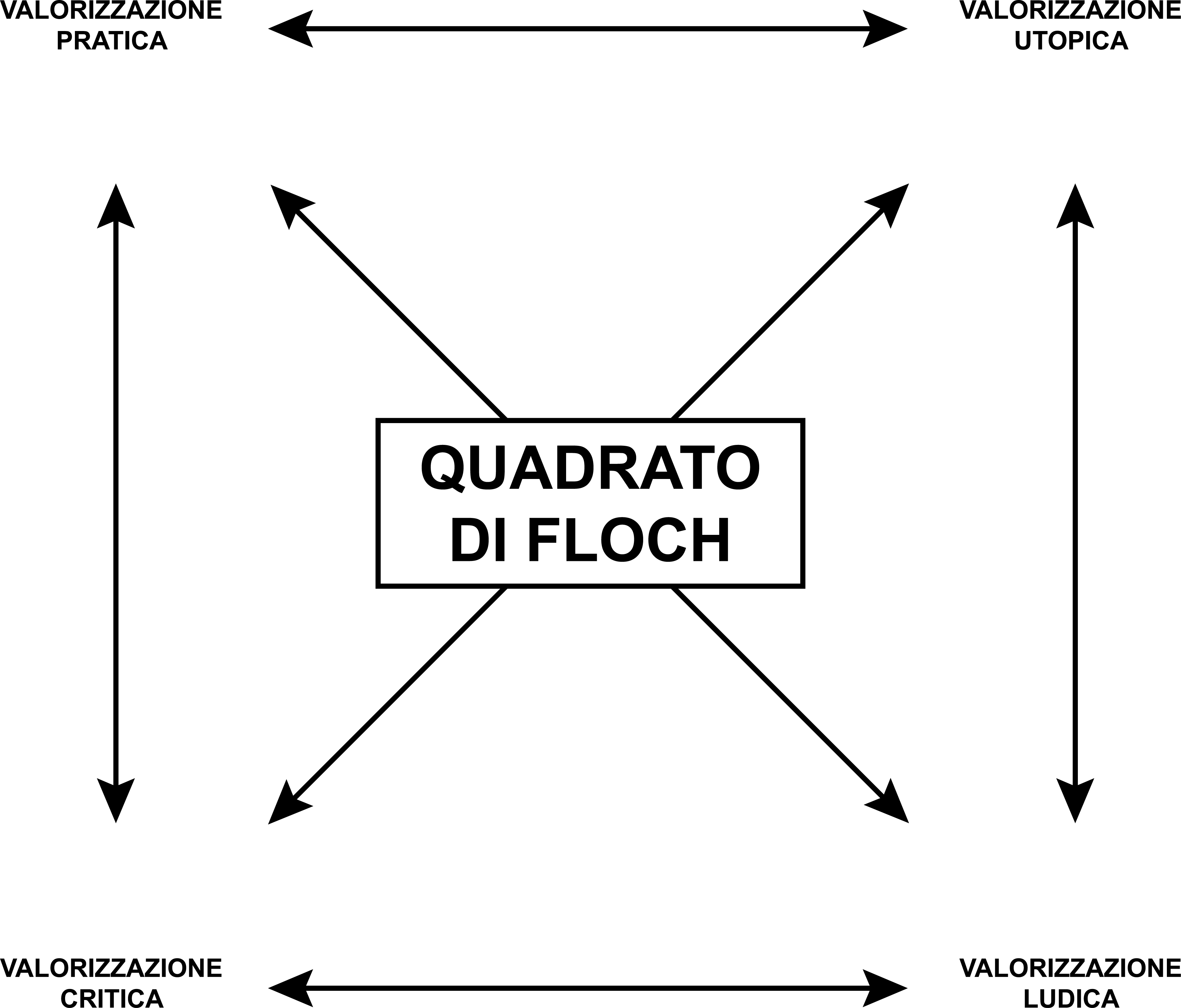
Quadrato di Floch

Castiglioni, nella progettazione della lampada Taccia, valorizza fortemente l'oggetto da un punto di vista pratico rendendolo funzionale tramite la produzione di luce regolabile indiretta e riflessa ottenuta dal diffusore orientabile in vetro. Le forme essenziali e minimaliste inoltre evidenziano i valori estetici. Per quanto riguarda i valori utopici, Taccia è considerata un sempre-verde del Made in Italy, in quanto il suo aspetto, la sua funzione e la sua storia descrivono il lavoro dei fratelli Castiglioni. Tutti questi aspetti soddisfano la classificazione dei valori del semiologo Jean-Marie Floch.